# Czatkał (dolina)
Czatkał, Dolina Czatkalska, Kotlina Czatkalska (kirg.: Чаткал өрөөнү, Czatkał öröönü; ros.: Чаткальская долина, Czatkalskaja dolina) – dolina w Kirgistanie, w Zachodnim Tienszanie, w górnym biegu Czatkału, między Górami Pskemskimi na północnym zachodzie a Górami Czatkalskimi na południowym wschodzie; od północy ograniczona Ałatau Tałaskim. Leży na wysokości 1000–2500 m n.p.m. Na dnie doliny znajdują się pola oraz lasy z domieszką orzecha włoskiego i jałowca. Występują pastwiska górskie.